# チリコンケソ
チリコンケソ(Chile con queso)は、溶けたチーズと唐辛子からなるオードブル、惣菜である。テクス・メクス料理で、トルティーヤ・チップスのディップ等として用いられる。スペイン語で「唐辛子とチーズ」という意味であり、単にケソ(queso)と呼ばれることもある。

## 背景
チリコンケソはテクス・メクス料理、アメリカ合衆国南西部料理の一部であり、メキシコ北部チワワ州の料理であるケソ・チワワやケソ・フラミヤードに起源を持つ。チリコンケソは、テキサス州やその他のアメリカ合衆国の州のテクス・メクス料理レストランで食べることができる。

### 材料
チリコンケソはディップとして用いられる滑らかでクリーミーなソースである。溶けたチーズ（ベルビータやその他のプロセスチーズ、モントレージャック、クリームチーズ等が用いられることが多い）、クリーム、唐辛子を混ぜて作る。後者にはRo-Tel製のトマトと唐辛子の缶詰が用いられることもある。ピコ・デ・ガヨ、ブラック・タートル・ビーン、ワカモレ、また牛挽肉や豚挽肉を加えたレシピのチリコンケソを出すレストランもある。

### 提供
チリコンケソは温菜であり、好みの温度に温めて食べられる。トルティーヤやトルティーヤ・チップス、またはトルティーヤよりも薄い特殊なケソチップス等とともに食べる。また、ファヒータ、タコス、エンチラーダ、ミガス、ケサディーヤやその他のテクス・メクス料理の材料として用いられることもある。
テクス・メクス料理レストランでは、チップスやサルサは無料で提供されるが、通常チリコンケソは有料である。色々な種類のチーズで作ることができ、通常、色は白色または黄色である。
チリコンケソは単にケソと呼ばれることもあるが、唐辛子の入っていないチーズのディップとは別物である。